# Euclysia cochabambaria
Euclysia cochabambaria är en fjärilsart som beskrevs av Charles Oberthür 1911. Euclysia cochabambaria ingår i släktet Euclysia och familjen mätare. Inga underarter finns listade i Catalogue of Life.